# Дора-Бальтеа
До́ра-Ба́льтеа или Дуа́р-Бальте́ (итал. Dora Baltea; фр. Doire baltée) — река на севере Италии. Левый приток верхнего течения По.
Длина реки — 160 км, площадь водосборного бассейна — 4320 км².

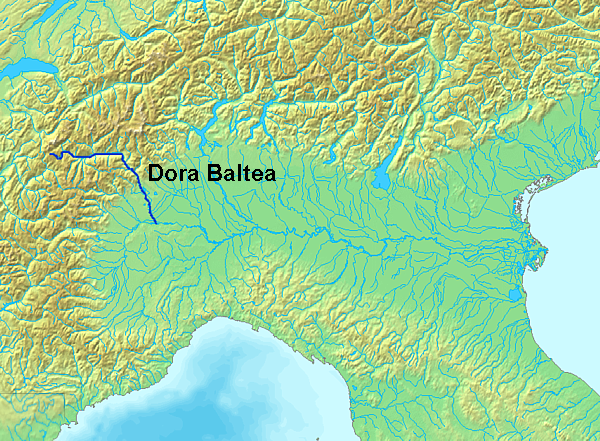

Начинается на юго-восточных склона Монблана (ледник Бренва), протекает через глубокую долину с порожистым руслом в восточном направлении, у Сен-Венсана поворачивает на юго-восток и от Ивреа течёт по равнине. В нижнем течении Дора-Бальтеа связана многочисленными каналами с бассейном реки Сезия. Впадает в По близ Крешентино.
Питается преимущественно талыми ледниковыми и снеговыми водами; половодье приходится на тёплое время года, межень — на зиму. Средний расход воды в низовьях 163 м³/с. На реке есть ГЭС. Воды реки используются для орошения.